# José Luis Trejo
José Luis Trejo Pérez és un investigador científic de l'Institut Cajal de Madrid al Consell Superior d'Investigacions Científiques espanyol (CSIC), i president del Consell Espanyol del Cervell. És doctor en ciències biològiques per la Universitat Complutense de Madrid, havent-se doctorat l'any 1997
Va treballar al Departament de Biologia Cel·lular de la Facultat de Ciències Biològiques de la Universitat Complutense fins a 1997, al Laboratori de Neuroendocrinologia Cel·lular i Molecular de l'Institut de Neurobiologia Santiago Ramón y Cajal del Consell Superior d'Investigacions Científiques a Madrid, i al Departament de Neurociència, Comportament i Neurodegeneració de l'Institut de Psiquiatria del King's College de Londres.
Des del 2005, dirigeix el Grup de Neurogènesi de l'Individu Adult a l'Institut Cajal del CSIC a Madrid.

## Recerca
La seva recerca està relacionada amb els efectes de l'estil de vida al cervell i la cognició, específicament els mecanismes cel·lulars i moleculars involucrats en la seva herència inter i transgeneracional. Així com el seu paper en la navegació espacial, tant en animals de laboratori com en humans, i la seva implicació en el comportament social o processos de dolor. Ha estat vicedirector de l'Instituto Cajal-CSIC, i secretari i vicepresident de la Sociedad Española de Neurociencia (SENC). Actualment, és president del Consejo Español del Cerebro i president d'un dels panels de finançament de la Research Foundation Flanders (FWO) de Bèlgica. A l'Institut Cajal forma part del grup de Neurogénesis en el Individuo Adulto, dins del departament de Neurociencia traslacional.

## Publicacions
- Gradari, Simona; Pérez-Domper, Paloma; Butler, Ray G.; Martínez-Cué, Carmen; de Polavieja, Gonzalo G.; Trejo, José Luis «The relationship between behavior acquisition and persistence abilities: Involvement of adult hippocampal neurogenesis: Immature Neurons in the Spatial Learning Process». Hippocampus, 26, 7, 7-2016, pàg. 857–874. DOI: 10.1002/hipo.22568.[4]
- Trejo, José Luis. CEREBRO Y EJERCICIO (en castellà). 1.  [S.l.]: CSIC. Consejo Superior Investigacion Científicas, 16 setembre 2020. ISBN 978-84-00-10671-3 [Consulta: 17 octubre 2022].[5]